# Антелоп (Південна Дакота)
Антелоп (англ. Antelope) — переписна місцевість (CDP) в США, в окрузі Тодд штату Південна Дакота. Населення — 830 осіб (2020).

## Географія
Антелоп розташований за координатами 43°18′35″ пн. ш. 100°37′48″ зх. д. / 43.30972° пн. ш. 100.63000° зх. д. (43.309649, -100.629940).  За даними Бюро перепису населення США в 2010 році переписна місцевість мала площу 5,93 км², з яких 5,92 км² — суходіл та 0,01 км² — водойми.

## Демографія
Згідно з переписом 2010 року, у переписній місцевості мешкало 826 осіб у 223 домогосподарствах у складі 174 родин. Густота населення становила 139 осіб/км².  Було 248 помешкань (42/км²).
Расовий склад населення:
| - 97,9 % — корінних американців - 1,6 % — білих - 0,5 % — азіатів |

До двох чи більше рас належало 0,0 %. Частка іспаномовних становила 0,7 % від усіх жителів.
За віковим діапазоном населення розподілялося таким чином: 46,6 % — особи молодші 18 років, 48,2 % — особи у віці 18—64 років, 5,2 % — особи у віці 65 років та старші. Медіана віку мешканця становила 20,0 року. На 100 осіб жіночої статі у переписній місцевості припадало 93,4 чоловіків;  на 100 жінок у віці від 18 років та старших — 79,3 чоловіків також старших 18 років.
Середній дохід на одне домашнє господарство  становив 36 429 доларів США (медіана — 23 393), а середній дохід на одну сім'ю — 36 787 доларів (медіана — 32 935). Медіана доходів становила 28 571 долар для чоловіків та 32 394 долари для жінок. За межею бідності перебувало 40,9 % осіб, у тому числі 57,4 % дітей у віці до 18 років та 9,7 % осіб у віці 65 років та старших.
Цивільне працевлаштоване населення становило 249 осіб. Основні галузі зайнятості: освіта, охорона здоров'я та соціальна допомога — 35,3 %, будівництво — 14,9 %, фінанси, страхування та нерухомість — 13,7 %.